# Glaciar Shinnan
El glaciar Shinnan (del inglés: Shinnan Glacier) es un glaciar que fluye hacia el noroeste hacia la costa justo al este de Shinnan Rocks y marca la división entre la Tierra de la Reina Maud y la Tierra de Enderby. Su mapa fue trazado a partir de investigaciones y fotos aéreas de la Expedición de Investigación antártica japonesa (JARE), 1957-62, y lo llamaron Shinnan-hyoga ("Nuevo glaciar del Sur").